# Bâtiment de l'Académie de commerce à Belgrade
Le bâtiment de l'Académie de commerce (en serbe cyrillique : Зграда Трговачке академије ; en serbe latin : Zgrada Trgovačke akademije) est situé à Belgrade, la capitale de la Serbie, dans la municipalité urbaine de Stari grad. Construit en 1926, il est inscrit sur la liste des biens culturels de la Ville de Belgrade.

## Présentation

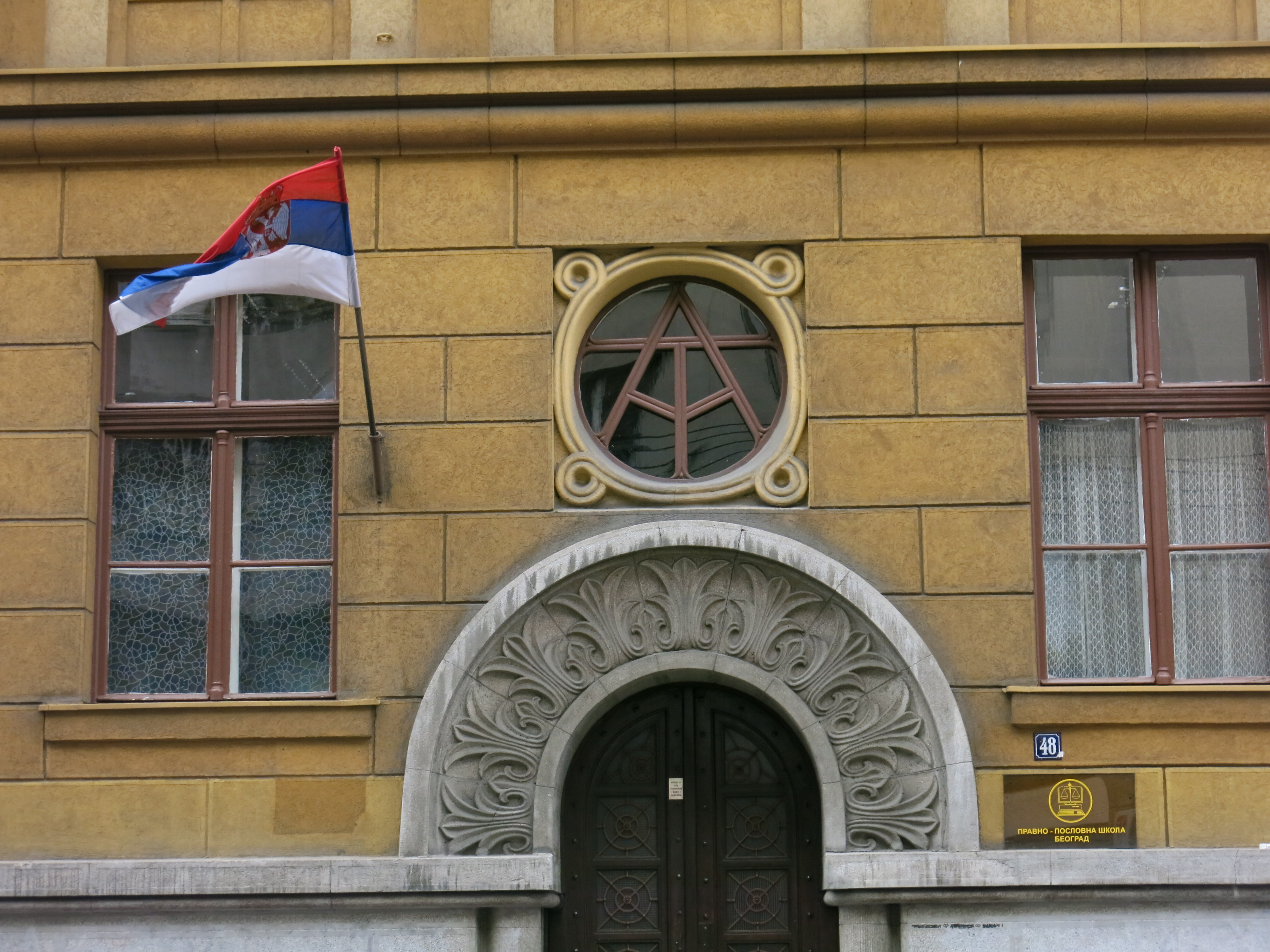
Détail de la façade

Le bâtiment de l'Académie de commerce, situé 48 rue Svetogorska, a été construit en 1926 d'après des plans de l'architecte Jezdimir Denić, à l'emplacement d'une ancienne école.
Le projet d'installer une école à cet endroit remonte au milieu des années 1800 mais il ne fut réalisé qu'au début du XXe siècle. L'académie de commerce usa des locaux pendant trois ans seulement et, aujourd'hui, le bâtiment abrite une école de droit administratif.
Par ses traits architecturaux et stylistiques, l'Académie se réfère à l'académisme et au style néo-byzantin. La façade se caractérise par des ceintures de briques et de mortier, avec des arches soutenues par des pilastres demi-circulaires et un porche d'entrée particulièrement orné. La façade sur cour est également dotée d'un porche orné d'arches et de colonnes.